# Héctor Hernández
Héctor Hernández, teljes nevén Héctor Hernández García (1935. december 6. – 1984. június 15.) mexikói válogatott labdarúgó, csatár.

## Pályafutása
Pályafutása három klubhoz kötődik. Karrierjét az Oro de Jaliscónál kezdte, majd eltöltött néhány szezont Guadalajarában. Utolsó szezonjait a Nuevo Leónnál játszotta. Legnagyobb sikereit Guadalajarában érte el, ahol hatszoros bajnok, egyszeres kupa- és ötszörös szuperkupa-győztes lett, ezeken kívül pedig egyszer CONCACAF-bajnokok ligája küzdelmei során is a csúcsra ért klubjával.
A mexikói válogatottal részt vett az 1962-es vb-n. A nemzeti csapatban tizennyolc meccse van, melyeken tizenkét gólt szerzett.
Visszavonulása után, 1973-ban két rövid időszak erejéig a Guadalajara vezetőedzője is volt.

## Sikerei, díjai
CD Guadalajara
- CONCACAF-bajnokok ligája (1): 1962
- Mexikói bajnok (6): 1958–59, 1959–60, 1961–62, 1963–64, 1964–65
- Mexikói kupa (1): 1962–63
- Mexikói szuperkupa (5): 1959, 1960, 1961, 1964, 1965